# Panerola discoide
Blaberus discoidalis, coneguda comunament com a panerola discoide, panerola tropical, falsa death's head o panerola haitiana, és una panerola originària d'Amèrica Central de la família de les paneroles gegants, Blaberidae.
L'adult fa uns 35–45 mm de llargada i és de color marró amb una taca de color marró fosc o negre al pronot. El juvenil és marró amb taques marrons i madura fins a l'edat adulta en 4-5 mesos. Els adults tenen ales però no són voladors actius, i no poden escalar superfícies verticals llises, facilitant la seva cria en captivitat.
Blaberus discoidalis s'anomena panerola falsa death's head per la seva semblança superficial amb la panerola death's head vertadera, anomenada Blaberus craniifer.
Blaberus discoidalis es troba a Jamaica, Cuba, Hispaniola, Puerto Rico, Puerto Rico (illa de Vieques), Panamà, Colòmbia, Veneçuela, Trinitat i Tobago i Florida.

## Locomoció
El moviment de B. discoidalis s'executa de manera relativament ineficient, perdent el moviment mentre corre. Pot moure's unes 25 vegades el seu cos per segon, aproximadament la meitat de la velocitat de la panerola comuna, Periplaneta americana. En proves de laboratori, les paneroles de B. discoidalis eren hàbils en l'escalada d'obstacles i mantenien l'estabilitat amb canons en miniatura lligats als seus cossos dissenyats per desequilibrar-les a mitja carrera. L'espècie va servir de base per al disseny de la cinemàtica de diversos robots inspirats en paneroles.

## Usos
Menjar per a mascotes
Són molt fàcils de criar en captivitat, així que són un bon aliment per a mascotes insectívores com ara taràntules, dracs barbuts i altres llangardaixos. Aquests animals es reprodueixen fàcilment en captivitat. Arriben a l'edat de reproducció en uns 6 mesos si es mantenen calents, amb 85-90 °F recomanats per a una cria més productiva. Les femelles porten els seus ous dins d'una bossa de cria fins que són fecundades per l'espermatòfor masculí.
Concurs de menjar insectes
Les paneroles discoides també s'utilitzen en competicions de menjar insectes, ja que sovint es crien en captivitat i són més fàcils de reunir en gran nombre durant un concurs. El 2012, Edward Archibold va morir com a conseqüència d'asfixia i aspiració de contingut gàstric, segons el seu informe d'autòpsia, en un concurs de menjar paneroles al sud de Florida.
Pila de combustible
Blaberus discoidalis es va utilitzar en un experiment per crear una pila de combustible en miniatura, produint electricitat a partir del sucre natural de l'insecte i oxigen a l'aire. La densitat de potència de l'espècie es considera un bon objectiu de disseny per a petits robots.